# راپسودی آمریکایی
راپسودی آمریکایی (به انگلیسی: An American Rhapsody) فیلمی است محصول سال ۲۰۰۱ و به کارگردانی اوا گاردوس است. در این فیلم بازیگرانی همچون ناستاسیا کینسکی، اسکارلت جوهانسون، تونی گلدوین، می ویتمن، لاریسا اولینیک، اگنس بانفلوی، لیزا جین پرسکی، کالین کمپ، امی رسوم و کاتا دوبو ایفای نقش کرده‌اند.